# Cantonul Vertou-Vignoble
Cantonul Vertou-Vignoble este un canton din arondismentul Nantes, departamentul Loire-Atlantique, regiunea Pays de la Loire, Franța.

## Comune
- Basse-Goulaine (reședință)
- Château-Thébaud
- La Haie-Fouassière
- Haute-Goulaine
- Saint-Fiacre-sur-Maine